# Wyspa Omelek

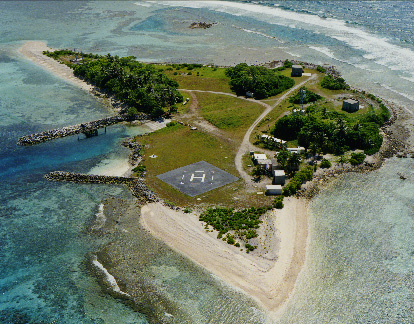
Wyspa Omelek

Wyspa Omelek (marsz. Kom̧le) – część atolu Kwajalein znajdującego się w Republice Wysp Marshalla. Wyspa jest kontrolowana przez Siły Zbrojne Stanów Zjednoczonych i stanowi część poligonu Ronald Reagan Ballistic Missile Defense Test Site.

## Geografia
Wyspa liczy około 32,000 m2 powierzchni, a geologicznie składa się ze skał rafowych, podobnie jak inne wyspy atolu Kwajalein, które powstają w wyniku nagromadzenia pozostałości organizmów morskich (koralowców, mięczaków itp.).

## Starty rakiety

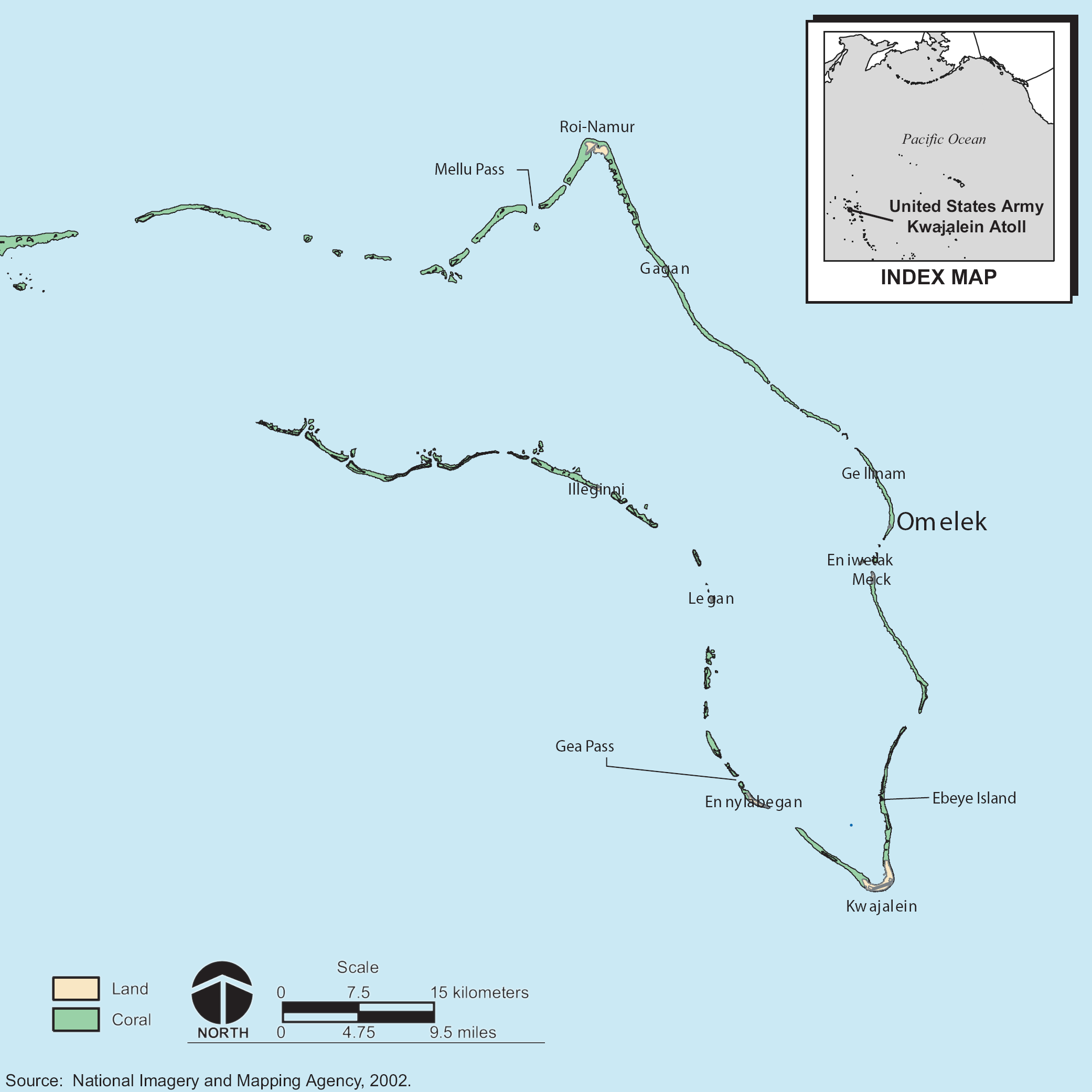
Mapa atolu Kwajalein

Omelek od dawna jest używany w Stanach Zjednoczonych do wystrzeliwania małych rakiet badawczych. Po 2000 roku bliskość wyspy do równika przyciągnęła amerykańską firmę SpaceX, która zmodernizowała infrastrukturę na wyspie i do 2006 roku ustanowiła ją głównym miejscem startu swoich rakiet Falcon 1. Czwarty lot owej rakiety zakończył się sukcesem, tworząc z Falcona 1 pierwszą prywatną orbitalną rakietę kosmiczną na paliwo ciekłe, który został wystrzelony z wyspy w przestrzeń kosmiczną 28 września 2008 roku. 14 lipca 2009 roku po raz ostatni wystrzelono Falcona 1 z wyspy Omelek.
Wznowienie startów z wyspy Omelek planowano na 2022 rok wraz z kosmicznym startupem Astra. Jednak biorąc pod uwagę, że Astra wstrzymała starty i przeprowadziła zwolnienia 16% swoich pracowników, jest mało prawdopodobne, aby wyspa Omelek doczekała się wznowienia startów rakiet w najbliższej przyszłości.